# Hôpital d'instruction des armées Percy
L'Hôpital d'instruction des armées Percy (HIA Percy) è un ospedale militare situato nella cittadina di Clamart, non lontano da Parigi. Gestito dal corpo sanitario delle forze armate francesi, presta opera di servizio sanitario, oltre che ai militari, anche a pazienti civili.
Al suo interno vi si addestra il personale appartenente al corpo - destinato a compiere missioni all'estero - ad affrontare e gestire numerose situazioni di emergenza come ustioni gravi o contaminazione da radiazioni.
L'HIA Percy salì alla ribalta delle cronache mondiali il 29 ottobre 2004, quando, per un misterioso e mai del tutto chiarito male del quale era affetto, nel suo reparto di ematologia, fu ricoverato – morendovi l'11 novembre dello stesso anno – il leader palestinese Yasser Arafat.